# 長野市真島総合スポーツアリーナ
長野市真島総合スポーツアリーナ（ながのしましまそうごうスポーツアリーナ、英語: Nagano City Mashima General Sports Arena）は、長野県長野市真島町にある体育館。真っ白な屋根のデザインから通称「ホワイトリング」と呼ばれる。指定管理会社はフクシ・エンタープライズ。

## 概略
1998年長野オリンピック開催に当たり建設され、フィギュアスケート及びショートトラックスピードスケートの会場として使用された。
1999年に体育館に生まれ変わり、それ以降はバレーボールやバスケットボールなどで使用されている。
また、全天候型テニスコート1面も備えている。
2019年より以前から一部試合を開催していたBリーグ・信州ブレイブウォリアーズがホームアリーナとして使用している。

## 施設概要
メインアリーナ
- 建築面積 約10,780m²（延床面積約16,060m²）
- 構造 鉄筋コンクリート造・鉄筋造
- 階数 地上3階
- 高さ 約39.7m
- 観客席数 約5,000席
- アリーナ面積 約2,700m²（約66m×約41m）
- 設置コート
  - バスケットボール3面
  - バレーボール4面
  - バドミントン12面

サブアリーナ
- 建築面積 約3,110m²（延べ面積約3,450m²）
- 構造 鉄筋コンクリート造・鉄筋造
- 階数 地上2階
- 高さ 約15.8m
- アリーナ面積 約2,300m²（約64m×約36m）
- 設置コート
  - バスケットボール1面
  - バレーボール2面
  - バドミントン6面
  - 器械体操用器具1式

## 開催された主な大会・イベント

### 1998年長野オリンピック
- フィギュアスケート会場
- ショートトラックスピードスケート会場

### バスケットボール

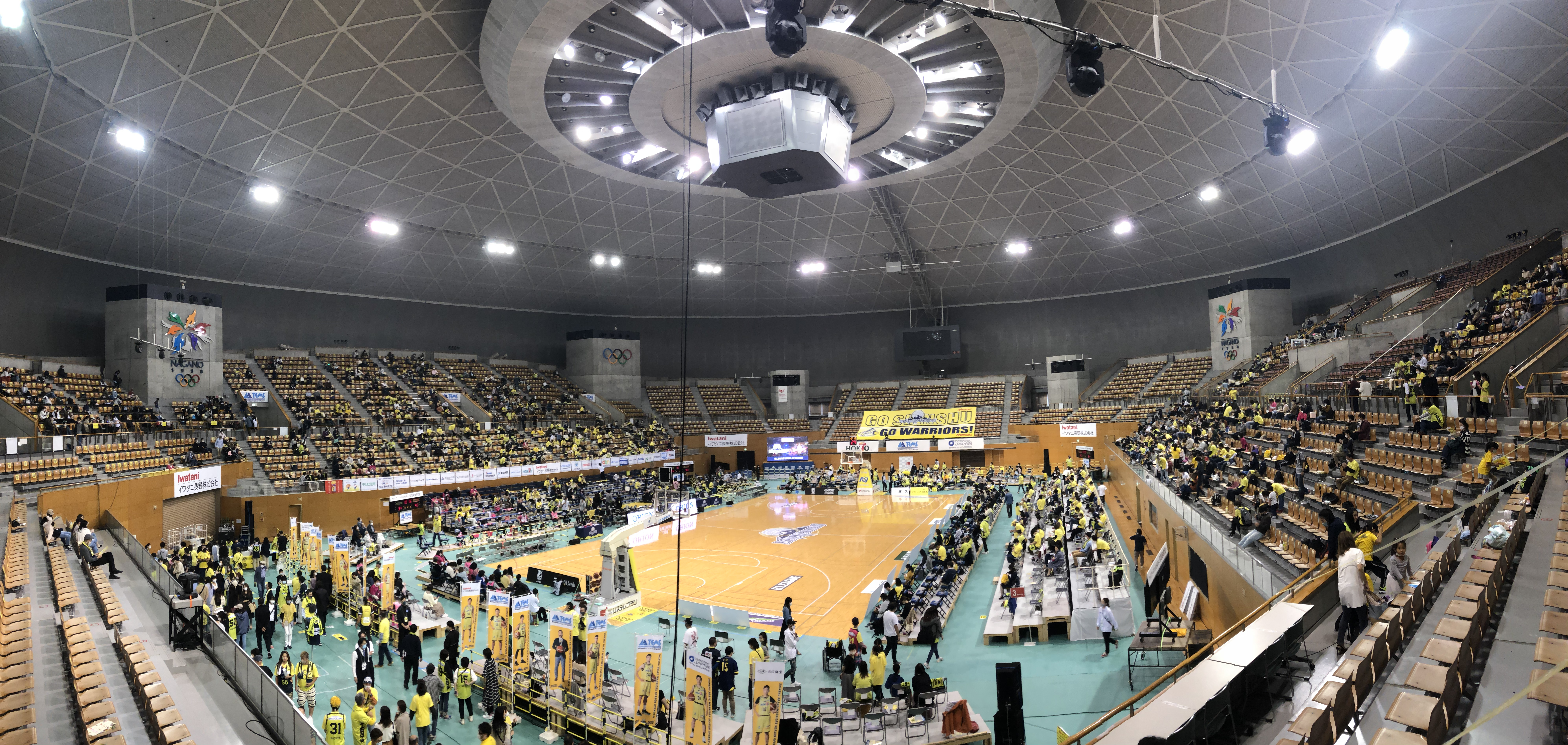
Bリーグ 2020-21の試合

- 信州ブレイブウォリアーズのホームゲーム

### フットサル
- ボアルース長野のホームゲーム

### バレーボール
- 1999年 ワールドカップバレーボール男子Bサイト試合会場
- 2005年 ワールドグランドチャンピオンズカップ男子試合会場
- 2006年 バレーボール世界選手権男子1次ラウンド試合会場
- 2011年 ワールドカップバレーボール女子Bサイト試合会場
- 2019年 ワールドカップバレーボール男子第1ラウンドBサイト試合会場

### 剣道
- 2021年 第68回全日本剣道選手権大会・第59回全日本女子剣道選手権大会